# Guido de Ivrea
Guido de Ivrea (o Guy) (940 – Orillas del río Po, 25 de junio de 965) fue marqués de Ivrea entre 950 y 965.  Fue el segundo hijo de Berengario II de Italia y de Willa de Toscana.

## Biografía
Su padre Berengario se hizo coronar rey el 15 de diciembre de 950 junto a su primogénito Adalberto II de Italia, tras lo que nombró a su hijo Guido marqués de Ivrea.
En 959 Guido protegió al exiliado Dogo de Venecia Pietro III Candiano. Se lo presentó a su padre el rey y ambos decidieron emprender una expedición contra Teoblado II, duque de Spoleto, a quien derrotaron, capturando Spoleto y Camerino.
En 962 Guido participó junto a su padre y su hermano Adalberto en sus luchas contra el emperador Otón I. Junto a ellos tuvo que refugiarse en la fortaleza de San Leo, y mientras que su padre fue capturado, Adalberto logró huir a Fraxinetum, en el sur de Francia y por entonces bajo dominación musulmana; de ahí huyó a Córcega. Guido pudo congraciarse con el emperador y fue confirmado titular de la marca de Ivrea.
En 964 Adalberto regresó de su exilio en Córcega para intentar recuperar su corona. Sus hermanos Guido y Conrado se unieron a él en el asedio a Pavía, que entonces era la capital italiana, pero las tropas imperiales obligaron a los hermanos a retirarse a sus fortalezas a través de los lagos Como y Garda. Las tierras de Guido fueron confiscadas y entregadas a Guy, obispo de Módena. En 965 el ejército del duque Burcardo III de Suabia, atrapó a los hermanos y Guido y Conrado murieron en una batalla en el río Po.  Adalberto pudo escapar aquel día y entró en negociaciones con el Imperio Bizantino, asegurándose un buen retiro en Borgoña.
| Predecesor: Berengario | Marqués de Ivrea 950–965 | Sucesor: Conrado |